# Liste des sites mégalithiques du Gloucestershire
Cette liste non exhaustive recense les principaux sites mégalithiques du Gloucestershire.

## Cartographie
Localisation des principaux sites mégalithiques du Gloucestershire
| : Complexes mégalithiques · : Alignements, henges, cromlechs · : Dolmens, menhirs, tumulus, cairns · |

## Liste
| Site                             | Type            | District   | Notes | Coordonnées                 | Image |
| -------------------------------- | --------------- | ---------- | ----- | --------------------------- | ----- |
| Belas Knap                       | Tumulus allongé | Tewkesbury |       | 51° 55′ 27″ N, 1° 56′ 37″ O |       |
| Longstone of Minchinhampton (en) | Menhir          | Stroud     |       | 51° 41′ 50″ N, 2° 10′ 07″ O |       |
| Tumulus de Notgrove (en)         | Tumulus allongé | Cotswold   |       | 51° 53′ 22″ N, 1° 51′ 44″ O |       |
| Tumulus de Nympsfield (en)       | Tumulus allongé | Stroud     |       | 51° 42′ 37″ N, 2° 17′ 59″ O |       |
| Tumulus de Uley (en)             | Tumulus allongé | Stroud     |       | 51° 41′ 55″ N, 2° 18′ 21″ O |       |